# Като, Кюдзо
Като Кюдзо (18 мая 1922 — 11 сентября 2016) — японский археолог, антрополог, историк и этнограф. Почетный профессор Национального этнологического музея Японии. Специализировался на изучении наследия, истории, памятников архитектуры Узбекистана.

## Биография
Родился в Северной Корее в провинции Кёнсан. Будучи студентом университета, летом 1945 года был призван в армию и по возвращении на родину[прояснить] поступил на третий курс университета. Служил в саперных войсках. Попал в плен 21 августа недалеко от Мудандяна. В плену начал изучать русский язык.
Впервые после плена побывал в СССР в 1972 году. Проявлял большой интерес к древней истории Узбекистана. Многие годы учёный тесно сотрудничал с Академией наук Узбекистана, участвовал в археологических раскопках в Сурхандарьинской области (Дальверзин-тепа, Кора-тепа, Халчаян, Фаяз-тепа). Являлся популяризатором истории Узбекистана в Японии. Автор десятков книг по истории Средней Азии и Сибири. Организовывал многочисленные симпозиумы и выставки, посвященные Узбекистану. Являлся переводчиком трудов Амира Темура, Бабура, Улугбека. Являлся многолетним исследователем буддийской культуры Средней Азии, особенно на юге Узбекистана.

## Награды и звания
В 2002 году за большие заслуги в изучении и пропаганде истории, памятников архитектуры народов Узбекистана, а также весомый вклад в развитие научных связей между Узбекистаном и Японией был награждён Орденом «Дустлик», почетный гражданин города Термез.
Почетный профессор университета Сока (Осака).